# Kaplica Bożego Ciała w Kutnej Horze

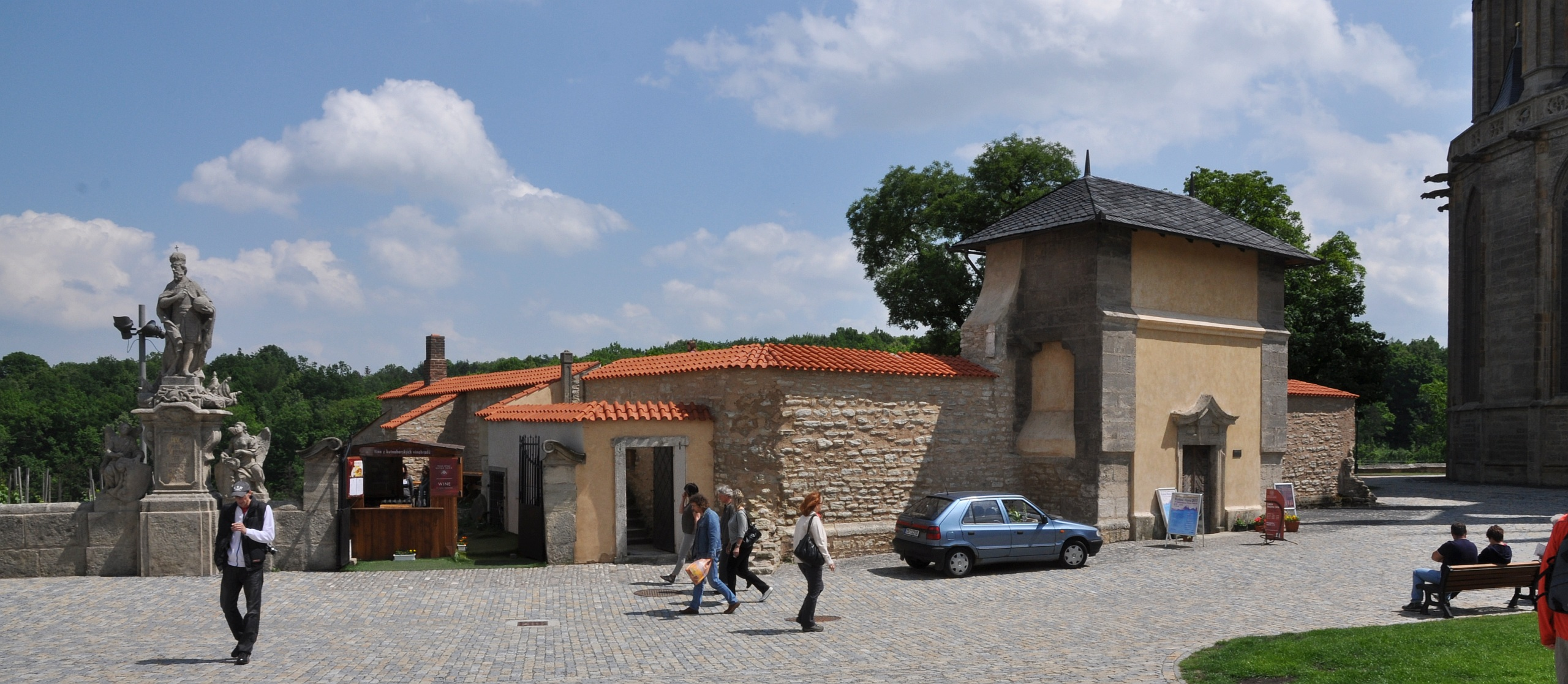
Kaplica Bożego Ciała

Kaplica Bożego Ciała – późnogotycka kaplica przy Kościele św. Barbary w Kutnej Horze.
Kaplica została zbudowana przez Bractwo Bożego Ciała i służyła jako kaplica cmentarna z kostnicą. Cmentarz znajdował się prawdopodobnie w miejscu obecnego kolegium jezuickiego. Pod koniec XVIII wieku kaplica przestała służyć do celów duchowych.
W latach 1997–2000 przeprowadzono gruntowny remont kaplicy i jest obecnie wykorzystywana w celach turystycznych i do wydarzeń kulturalnych.